# Fraisier des bois
Fragaria vesca
Pour les articles homonymes, voir fraisier (homonymie).
Espèce
Classification phylogénétique
Le fraisier des bois (Fragaria vesca) est une espèce de plantes herbacées vivaces de la famille des Rosaceae. Avec plusieurs sous-espèces, il se trouve dans tout l'hémisphère Nord, ce qui en fait le fraisier sauvage le plus répandu.
Ses fruits rouges, ou parfois blancs, les fraises des bois, sont réputés pour leur arôme plus recherché que celui des fraises des jardins,,.
Le fraisier des bois est appelé aussi populairement « fraisier commun » ou « fraisier sauvage » .
C'est une espèce originaire d'Europe, d'Amérique du Nord et d'Asie tropicale et naturalisée en d'autres points du globe.

## Historique

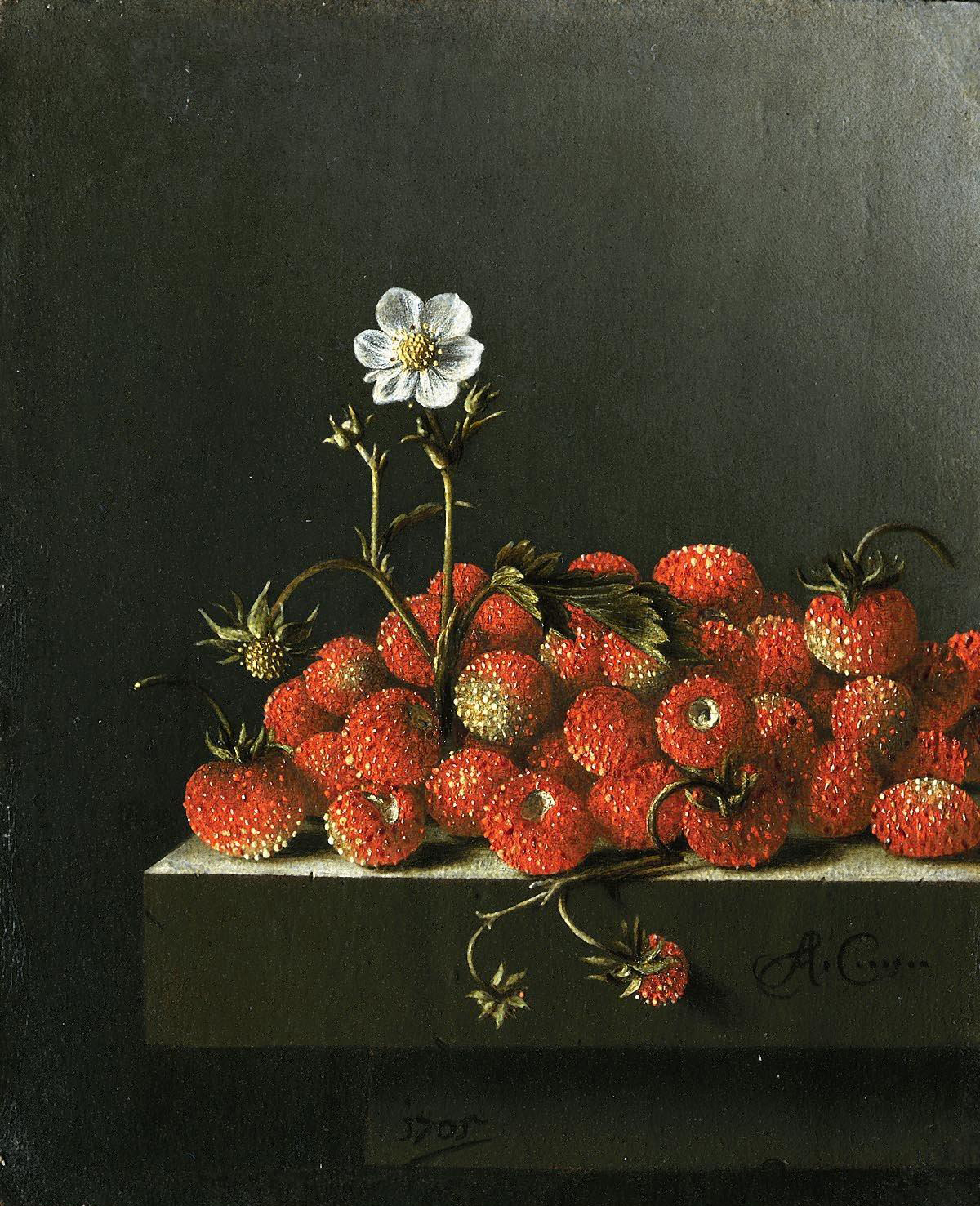
Nature morte de fraises d'Adriaen Coorte (1705).

C'est une espèce originaire d'Europe et d'Asie tempérée (de la Turquie à la Chine), ainsi que d'Amérique du Nord. Elle est assez commune partout en France, sauf dans la région méditerranéenne.
Les premières traces écrites de culture datent de 1324 dans les comptes de l'hôpital Saint-Jean en l'Estrée d'Arras dans lequel figure l'achat et l'entretien de fraisiers.
À cette époque, toutes les parties de la plante ont un usage médicinal[réf. nécessaire].
En 1368, 12 000 pieds sont plantés dans les jardins royaux du Louvre.
À la fin du XVIe siècle, d'autres espèces à petits fruits sont rapportées (l'espèce aromatique Fragaria virginiana par Jacques Cartier) tandis que Fragaria moschata, au fruit plus gros, tend à supplanter la fraise des bois dont les petits fruits fragiles s'écrasent à la cueillette et au transport. Nicolas de Bonnefons, dans Le jardinier françois en 1655, ne recense que quatre espèces cultivées.
Le fraisier des bois est définitivement supplanté par les nouveaux hybrides Fragaria ×ananassa cultivés de manière intensive sur la presqu'île de Plougastel-Daoulas à partir des années 1760.

## Écologie

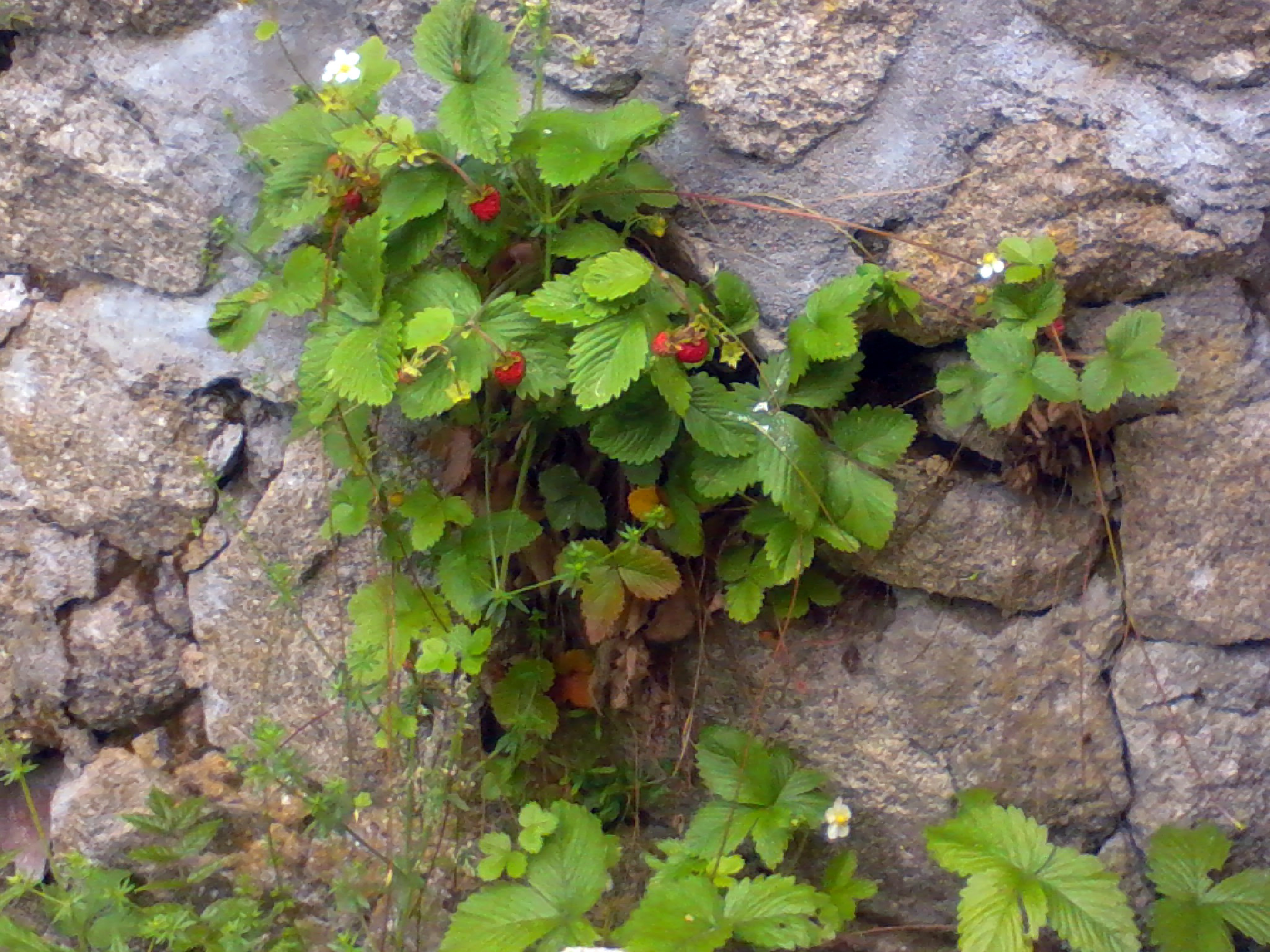
Fraisier des bois colonisant le mur d'un four à pain.

Le fraisier des bois est spontané dans les bois (clairières, lisières, chemins enherbés boisés et leurs talus).
C'est une plante qui s'épanouit au printemps, avant que les feuillus ne captent l'essentiel de la lumière du soleil. En culture contrôlée, quand on ne fait varier que la lumière (lampes à vapeur de sodium), on montre des variations de capacités d'échange de CO2, d'anatomie foliaire, et d'ultrastructure des cellules. En pleine lumière, les feuilles sont plus épaisses, le feuillage plus dense, le mésophylle plus épais. Le bilan de la photosynthèse (par rapport à la masse foliaire) diminue en forte lumière (peut être en raison d'une accumulation importante d'amidon dans les chloroplastes) ou à faible lumière. Dans un milieu plus sec, le fruit est plus petit et sec.

## Description

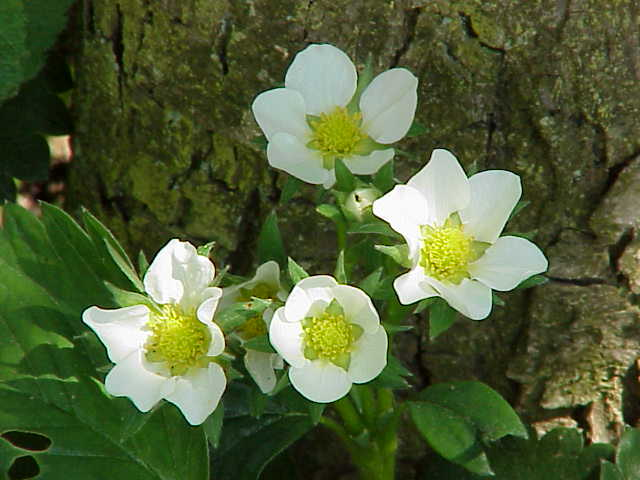
Fleurs de Fragaria vesca.

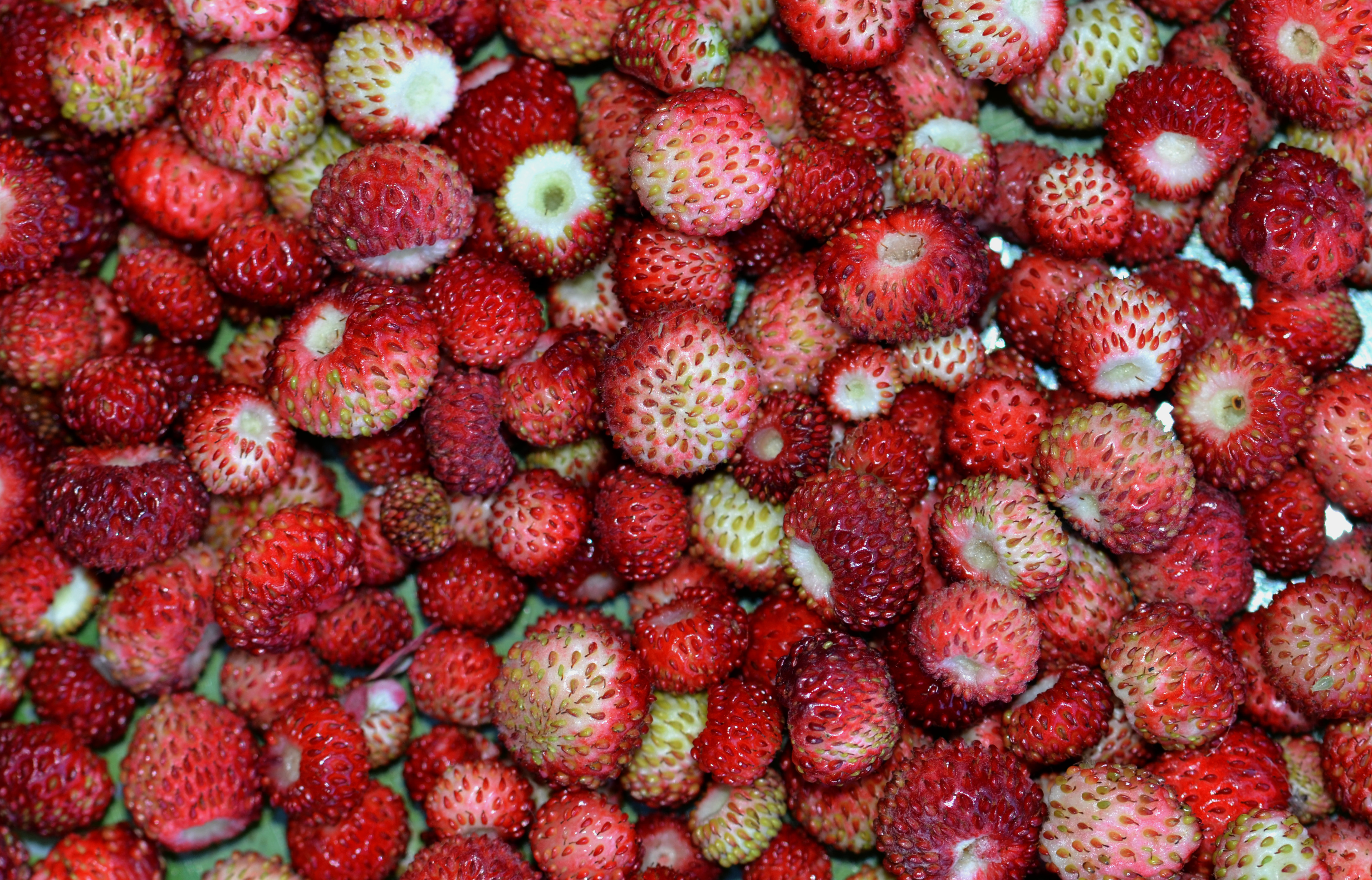
Fruits de Fragaria vesca.

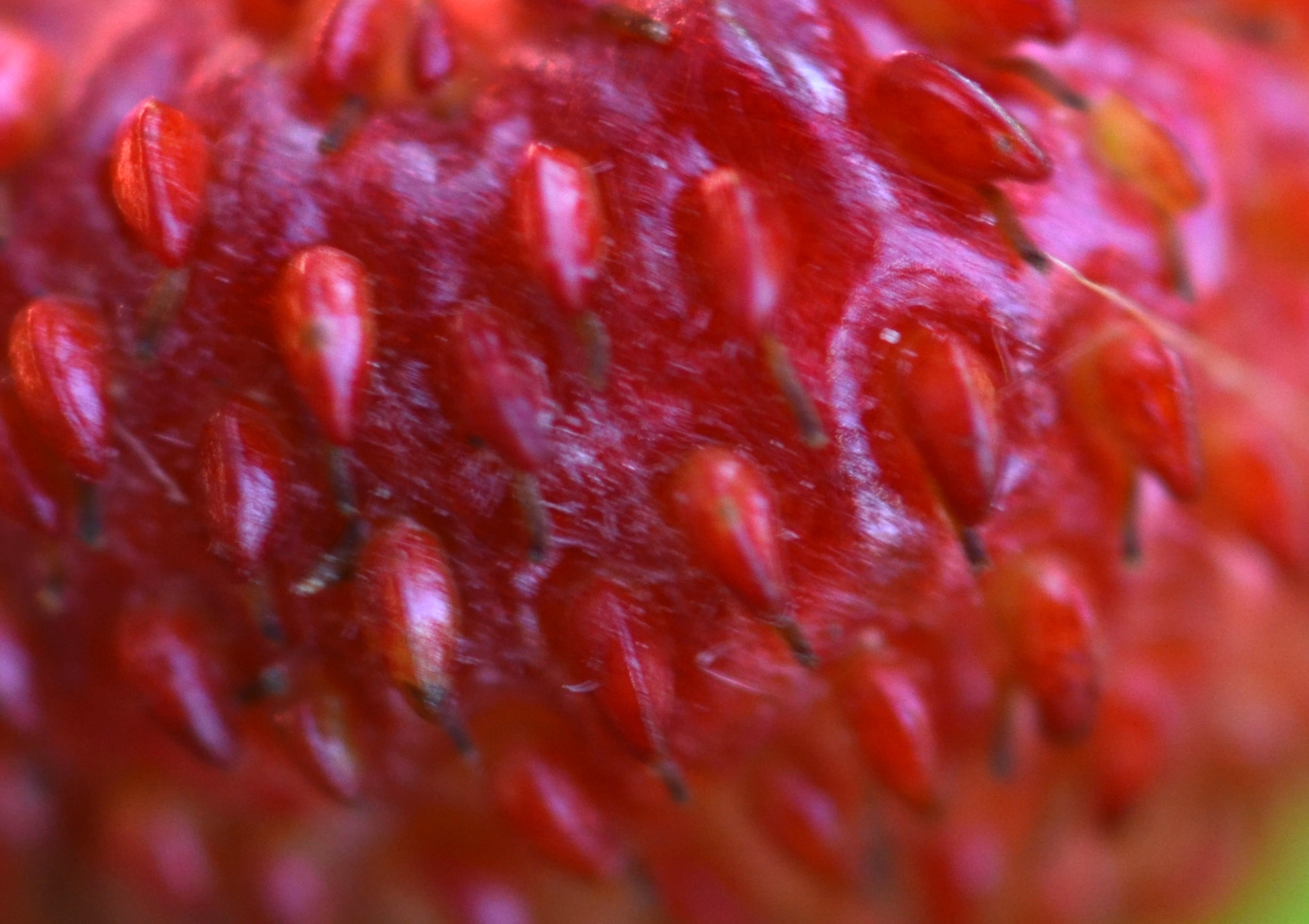
Fraise des bois, détail.

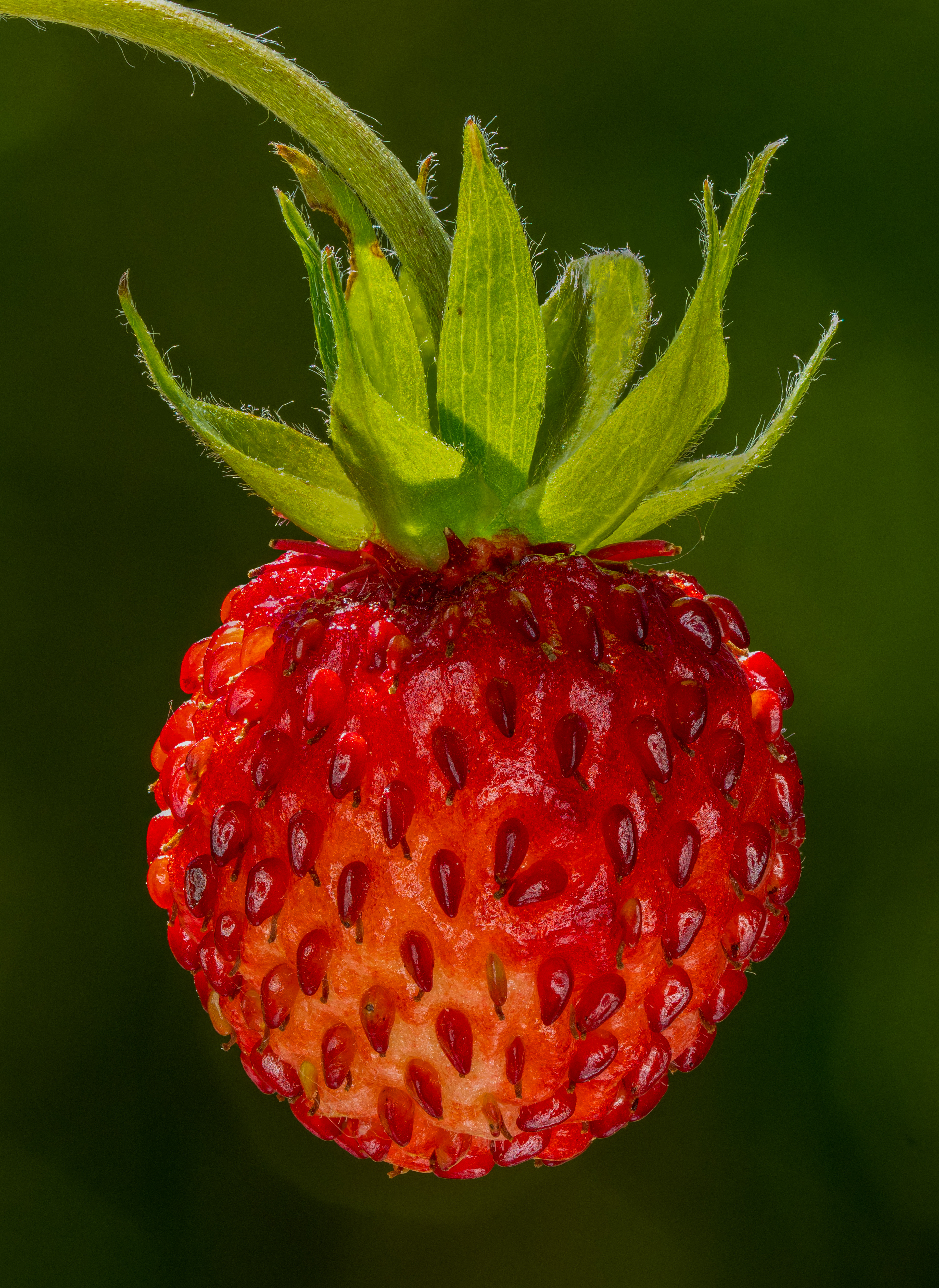
Une seule fraise des bois.

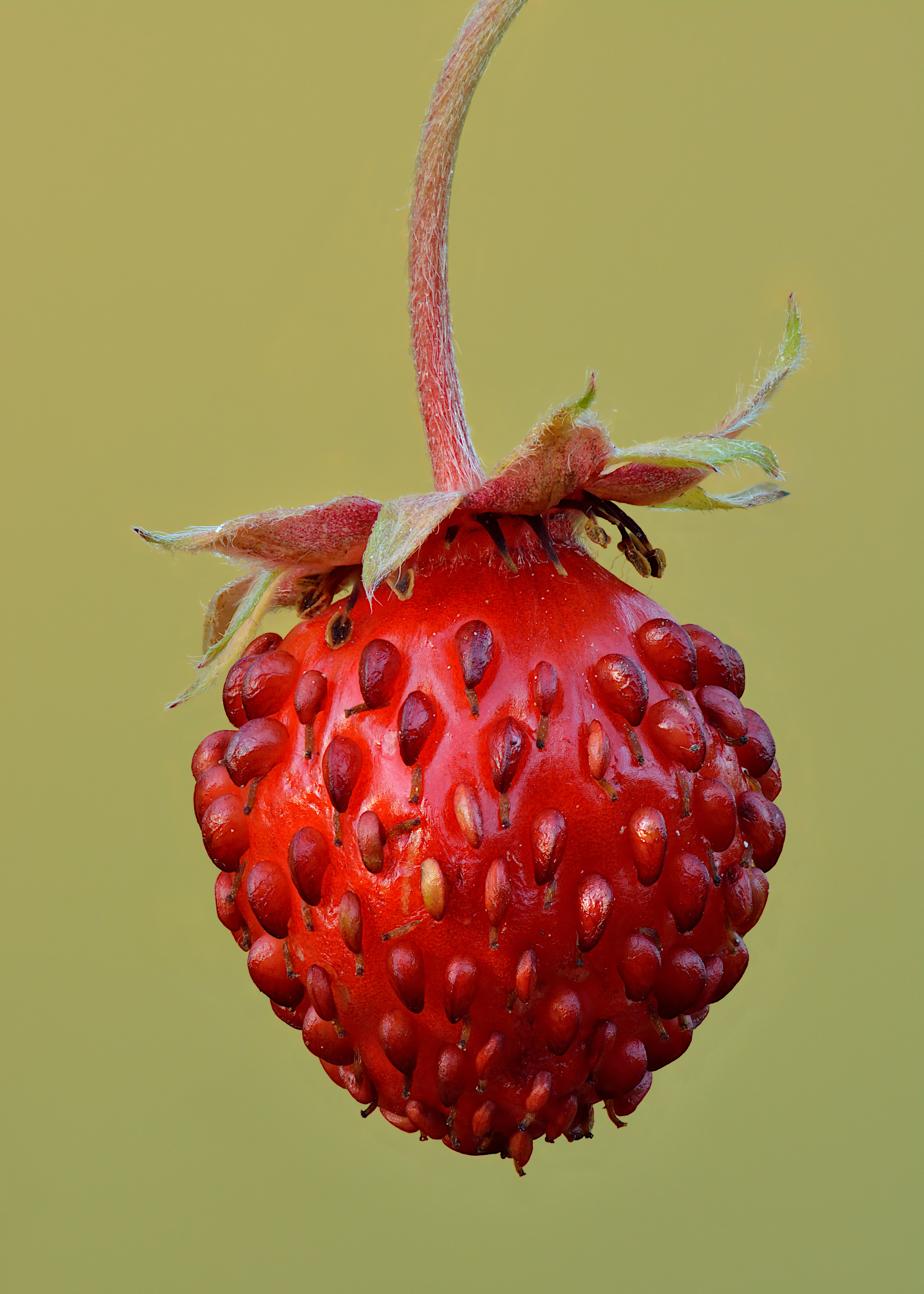
Fraise des bois.

Le fraisier des bois est une plante herbacée vivace, formant une touffe basse.
Les feuilles de la base, à long pétiole, sont trifoliolées, dentées. Le limbe plus ou moins poilu est souvent un peu plissé selon les nervures secondaires.
La dent terminale des feuilles est aussi grande ou plus longue que ses deux voisines, contrairement au faux fraisier.
Les tiges fleuries peuvent atteindre 30 à 40 cm. Les fleurs hermaphrodites autofertiles sont blanches et s'épanouissent d'avril à juillet. La plante refleurit parfois en automne. Les variétés à floraison continue ont en réalité quatre période de floraisons : printemps, début d'été, fin d'été, début d'automne.
Le fruit (faux-fruit) est formé par l'ensemble du réceptacle charnu de la fleur. Il a une couleur rouge ou jaune blanchâtre selon les variétés, et une forme ovoïde oblongue plus ou moins arrondie. Il est généralement très parfumé.
La plante émet de nombreux stolons à croissance sympodiale.
L'espèce comprend plusieurs sous-espèces, formes et cultivars :
- subsp. americana (Porter) Staudt - Amérique du nord - Plus petite que les autres sous-espèces
- subsp. bracteata (A. Heller) Staudt - Sud et ouest USA - Gynodioïque. Fleurs plus grande que les autres sous-espèces
  - f. albida Staudt
  - f. bracteata (A. Heller) Staudt - parfois gynodioïque
  - f. helleri (Holz.) Staudt
- subsp. californica (Cham. & Schltdl.) Staudt - USA côte pacifique sud - Folioles plus rondes et plus dentelées. peu résistante au froid
- subsp. vesca - Eurasie
  - f. alba (Ehrh.) Staudt
  - f. roseiflora (Boulay) Staudt - Fleurs roses génétiquement dominantes sur le caractère à fleurs blanches
  - f. semperflorens  (Duchesne) Staudt - Fruits très parfumés, forme cultivée à floraison continue tant que la température le permet
  - f. vesca

### Confusion possible
Peut être facilement confondu avec d'autres espèces de fraisiers :
- Fraisier musqué (Fragaria moschata) ;
- Fraisier vert ;
- le Fraisier des Indes, qui apprécie les mêmes biotopes et s'y montre volontiers envahissant mais la confusion n'est possible que superficiellement car les feuilles sont très différentes et sa fleur est jaune. De plus son fruit est insipide.

### Variétés
Variétés sans stolons propagées par graines :
- Alexandria- Créé en 1964 aux États-Unis par George W. Park Seed Co.
- Baron Solemacher- Floraison continue, obtenu en 1935 en Allemagne par F. C. Heinemann
- Baron Solemacher, Weiss Solemacher- Floraison continue, fruits blancs par F. C. Heinemann
- Baron Solemacher(mutation jaune) - Floraison continue, fruits jaunes
- Baron Solemacher(mutation vert clair) - Floraison continue, fruits vert clair
- Golden alexandria- Feuilles vert clair-jaune, peu productive, fruits plus sucrés que les autres variétés
- Ruegen, Rügen - Floraison continue, gros fruits, sans stolons. Créé à Castle Putbus en Allemagne en 1920 par Emil Spangenberg

Variétés propagées par stolons ou sans stolons propagées par division :
- 'Alpine'
- 'Blanc Amélioré' - Fruits blancs, très gros. La variété actuellement connue sous ce nom n'est apparemment pas la variété historique connue en Grande-Bretagne dans les années 1900 qui n'était pas remontante
- 'Déesse des vallées'  - Plus rustique que 'Reine des vallées' , à fruits plus gros mais parfois moins colorés
- 'Délices' - Floraison continue, très productive
- 'Érigée du Poitou' - voir 'Quarantaine de prin'
- 'Fragola Quattro Stagioni'
- 'Frost King
- 'Gartenfreude' - Très gros fruits. Allemagne
- 'Golden Alpine' - Floraison continue
- 'Illa Martin' - Fruits blancs. Allemagne
- 'Intensity'
- 'Mignonette' - Floraison continue
- 'Monophylla', Fraises de Versailles' - F. vesca subsp. vesca f. monophylla- Feuilles à une seule foliole enregistré par Vilmorin-Andrieux en 1885 comme ayant été obtenu par Duchesne
- 'Multiplex' - Fleurs doubles. Très peu de fruits
- 'Muricata', 'Fraisiers de Plymouth' - Les fleurs et le fruit ont de nombreuses petites excroissances chlorophyllée
- 'New Giant' - Floraison continue
- 'Norrland' - Floraison continue, couvre-sol
- 'Pineapple crush' - Floraison continue
- 'Quarantaine de Prin' - Originaire de France. A eu une importance commerciale jusqu'au début du XXe siècle mais serait maintenant perdu, remplacé depuis les années 1960 par une variété équivalente 'Érigée du Poitou'
- 'Reine des Vallées' - Floraison continue, fruits très parfumés
- 'Rodluvan' - Floraison continue, couvre-sol
- 'Snovit' - Floraison continue, fruits blancs
- 'Snow King'  - Floraison continue, fruits blancs
- 'UC-05' - F. vesca subsp. californica
- 'UC-06' - F. vesca subsp. bracteata
- 'Variegata' - Feuilles panachées de blanc crème ; fleurit d'avril à mai et porte rarement quelques petits fruits
- 'White delight' - Fruits blancs
- 'White soul'
- 'Yellow Wonder' - Floraison continue, feuilles vert clair, fruits blancs

Un hybride entre vesca et viridis a été cultivé jusque vers 1850 mais est maintenant apparemment perdu.

## Génétique
C'est une espèce à petit génome, diploïde de 2n=14, (environ 35 000 gènes) décrypté en 2010 montre des relations de macro-synténie avec le Prunus. Les espèces octoploïdes américaines Fragaria chiloensis ou Fragaria virginiana (2n=8x=56) montrent que le genre Fragaria a connu des évènements d'auto et d'allopolyploïdisation,
Ce serait le taxon le plus différencié des Fragaria.

## Culture

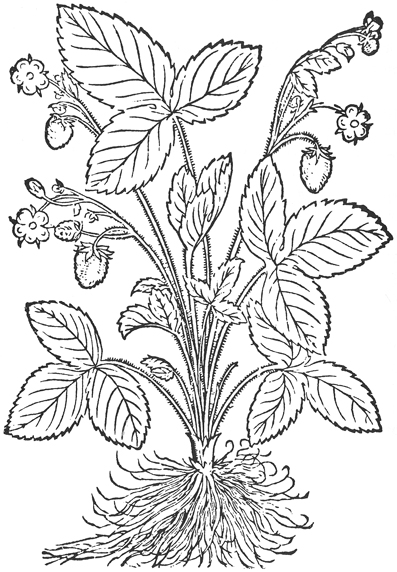
Fragaria vesca.

Fragaria vesca, le fraisier des bois, est une espèce sauvage. Pour la culture, il s'agit souvent de prélèvement d'individus sauvages. Cependant, des variétés améliorées sont proposées à la vente par les spécialistes.
Il est tolérant à la chaleur et à la sécheresse mais pour une bonne production, il préfère un sol frais, plutôt acide et une exposition ensoleillée.
La multiplication se fait habituellement par division des touffes à l'automne.
Très résistant au froid, il craint cependant les gelées printanières.
Ces faux-fruits se conservent difficilement et doivent être consommés rapidement.
L'espèce est généralement exempte de maladies et parasites.

### Duplication, clonage et transgenèse
Les variétés à stolons sont faciles à multiplier, les autres doivent l'être par les graines.
Des méthodes de clonage, in vitro de méristèmes, puis à partir de fragments de feuilles ont été développées pour dupliquer de manière clonale cette espèce et des fraisiers OGM (transgéniques) ont été produits en laboratoire en Espagne dans les années 1990 (avec un gène marqueur de résistance à un antibiotique).
La culture de clones est cependant vulnérable à la diffusion de maladies.

## Utilisations
Faisant depuis longtemps l'objet de cueillette dans les bois, cette plante était utilisée comme teinture, aliment ou pour ses vertus médicinales (décoctions, tisanes, sirops, onguents de toutes les parties de la plante : les Romains en faisaient des masques de beauté). Elle est introduite et cultivée dans les jardins européens vers le XIVe siècle pour ses vertus curatives ou pour être mangée. À la Renaissance, les hommes dégustaient la fraise des bois au vin, et les femmes à la crème.
C'est une plante mellifère, très visitée par les abeilles.
Quand il a poussé sur un sol pollué, le fraisier fait partie des plantes qui peuvent avoir accumulé de l'arsenic, sous toutes ses formes (l'arsenic a été beaucoup utilisé comme pesticide, notamment en Amérique du nord où il l'est encore abondamment sur les terrains de golf sous forme de méthanearséniate monosodique (MSMA).
Les principaux consommateurs des fraises sont les mammifères carnivores tels que les renards. Ils peuvent transmettre l'échinococcose au travers de leurs déjections. Il faut éviter de consommer les fraises  crues en provenance du milieu sauvage.
La bonne connaissance de son génome et son cycle court de génération (12–16 semaines) en font un modèle pour l'étude des rosaceae.

### Propriétés médicinales
Les feuilles, riches en tannins, silice et sels minéraux, sont très riches en vitamine C.
En infusion, elles sont astringentes, diurétiques et antirhumatismales. Le rhizome séché a les mêmes qualités, il peut être utilisé en décoction : la racine est mise dans l'eau froide puis bouillit pendant environ dix minutes. .

## Terminologie

### Étymologie
- Le nom générique, Fragaria, vient du latin « fraga », « fraise »
- Le nom spécifique vesca, signifie « petite », en latin.

### Synonymes
- Potentilla vesca (L.) Scop.
- Fragaria insularis Rydb.
- Fragaria monophylla ou Fraisier de Versailles est une variété à seul lobe étudiée par Antoine Nicolas Duchesne dans son Histoire naturelle des fraisiers[17]